# Proacerella vasconica
Proacerella vasconica är en urinsektsart som beskrevs av Aldaba 1983. Proacerella vasconica ingår i släktet Proacerella och familjen lönntrevfotingar. Inga underarter finns listade i Catalogue of Life.